# مدار ۴۶ درجه شمالی
مدار ۴۶ درجه شمالی، دایره‌ای از عرض جغرافیایی است که در ۴۶ درجهٔ شمالی خط استوا  قرار دارد.

## گذر از مناطق
از نصف‌النهار مبدأ شروع می‌شود و به سمت مشرق ۴۶ درجه شمالی از موارد زیر گذر می‌کند:
| مختصات‌ها                                             | کشور، قلمرو یا دریا   | توضیحات                                                                                                 |
| ---------------------------------------------------- | --------------------- | --- |
| ۴۶°۰′ شمالی ۰°۰′ شرقی / ۴۶٫۰۰۰°شمالی ۰٫۰۰۰°شرقی      | فرانسه                | |
| ۴۶°۰′ شمالی ۷°۰′ شرقی / ۴۶٫۰۰۰°شمالی ۷٫۰۰۰°شرقی      | سوئیس                 | |
| ۴۶°۰′ شمالی ۷°۵۳′ شرقی / ۴۶٫۰۰۰°شمالی ۷٫۸۸۳°شرقی     | ایتالیا               | Passing through دریاچه ماجیوره                                                                          |
| ۴۶°۰′ شمالی ۸°۴۹′ شرقی / ۴۶٫۰۰۰°شمالی ۸٫۸۱۷°شرقی     | سوئیس                 | Passing through دریاچه لوگنو                                                                            |
| ۴۶°۰′ شمالی ۹°۱′ شرقی / ۴۶٫۰۰۰°شمالی ۹٫۰۱۷°شرقی      | ایتالیا               | Passing through دریاچه کومو                                                                             |
| ۴۶°۰′ شمالی ۱۳°۲۹′ شرقی / ۴۶٫۰۰۰°شمالی ۱۳٫۴۸۳°شرقی   | اسلوونی               | گذرکردن از جنوب لیوبلیانا                                                                               |
| ۴۶°۰′ شمالی ۱۵°۴۲′ شرقی / ۴۶٫۰۰۰°شمالی ۱۵٫۷۰۰°شرقی   | کرواسی                | |
| ۴۶°۰′ شمالی ۱۷°۱۸′ شرقی / ۴۶٫۰۰۰°شمالی ۱۷٫۳۰۰°شرقی   | مجارستان              | |
| ۴۶°۰′ شمالی ۱۹°۴′ شرقی / ۴۶٫۰۰۰°شمالی ۱۹٫۰۶۷°شرقی    | صربستان               | حدود 7&nbsp;km                                                                                          |
| ۴۶°۰′ شمالی ۱۹°۹′ شرقی / ۴۶٫۰۰۰°شمالی ۱۹٫۱۵۰°شرقی    | مجارستان              | حدود 4&nbsp;km                                                                                          |
| ۴۶°۰′ شمالی ۱۹°۱۲′ شرقی / ۴۶٫۰۰۰°شمالی ۱۹٫۲۰۰°شرقی   | صربستان               | حدود 2&nbsp;km                                                                                          |
| ۴۶°۰′ شمالی ۱۹°۱۴′ شرقی / ۴۶٫۰۰۰°شمالی ۱۹٫۲۳۳°شرقی   | مجارستان              | حدود 5&nbsp;km                                                                                          |
| ۴۶°۰′ شمالی ۱۹°۱۸′ شرقی / ۴۶٫۰۰۰°شمالی ۱۹٫۳۰۰°شرقی   | صربستان               | |
| ۴۶°۰′ شمالی ۲۰°۲۲′ شرقی / ۴۶٫۰۰۰°شمالی ۲۰٫۳۶۷°شرقی   | رومانی                | |
| ۴۶°۰′ شمالی ۲۸°۶′ شرقی / ۴۶٫۰۰۰°شمالی ۲۸٫۱۰۰°شرقی    | مولدووا               | |
| ۴۶°۰′ شمالی ۲۸°۵۵′ شرقی / ۴۶٫۰۰۰°شمالی ۲۸٫۹۱۷°شرقی   | اوکراین               | |
| ۴۶°۰′ شمالی ۳۰°۲۲′ شرقی / ۴۶٫۰۰۰°شمالی ۳۰٫۳۶۷°شرقی   | دریای سیاه            | |
| ۴۶°۰′ شمالی ۳۳°۳۷′ شرقی / ۴۶٫۰۰۰°شمالی ۳۳٫۶۱۷°شرقی   | اوکراین               | شبه جزیره کریمه                                                                                         |
| ۴۶°۰′ شمالی ۳۴°۵۱′ شرقی / ۴۶٫۰۰۰°شمالی ۳۴٫۸۵۰°شرقی   | دریای آزوف            | |
| ۴۶°۰′ شمالی ۳۷°۵۶′ شرقی / ۴۶٫۰۰۰°شمالی ۳۷٫۹۳۳°شرقی   | روسیه                 | |
| ۴۶°۰′ شمالی ۴۸°۵۵′ شرقی / ۴۶٫۰۰۰°شمالی ۴۸٫۹۱۷°شرقی   | دریای خزر             | |
| ۴۶°۰′ شمالی ۵۲°۵۵′ شرقی / ۴۶٫۰۰۰°شمالی ۵۲٫۹۱۷°شرقی   | قزاقستان              | Passing through the دریاچه آرال و دریاچه بالخاش                                                         |
| ۴۶°۰′ شمالی ۸۲°۳۰′ شرقی / ۴۶٫۰۰۰°شمالی ۸۲٫۵۰۰°شرقی   | چین                   | سین‌کیانگ                                                                                                |
| ۴۶°۰′ شمالی ۹۱°۰′ شرقی / ۴۶٫۰۰۰°شمالی ۹۱٫۰۰۰°شرقی    | مغولستان              | |
| ۴۶°۰′ شمالی ۱۱۶°۱۸′ شرقی / ۴۶٫۰۰۰°شمالی ۱۱۶٫۳۰۰°شرقی | چین                   | مغولستان داخلی جی‌لین - حدود 7 km Inner Mongolia Jilin هیلونگ‌جیانگ — passing about 30 km north of هاربین |
| ۴۶°۰′ شمالی ۱۳۳°۴۱′ شرقی / ۴۶٫۰۰۰°شمالی ۱۳۳٫۶۸۳°شرقی | روسیه                 | سرزمین پریمورسکی                                                                                        |
| ۴۶°۰′ شمالی ۱۳۷°۵۱′ شرقی / ۴۶٫۰۰۰°شمالی ۱۳۷٫۸۵۰°شرقی | دریای ژاپن            | |
| ۴۶°۰′ شمالی ۱۴۱°۵۸′ شرقی / ۴۶٫۰۰۰°شمالی ۱۴۱٫۹۶۷°شرقی | روسیه                 | ساخالین island                                                                                          |
| ۴۶°۰′ شمالی ۱۴۲°۷′ شرقی / ۴۶٫۰۰۰°شمالی ۱۴۲٫۱۱۷°شرقی  | دریای اختسک           | |
| ۴۶°۰′ شمالی ۱۴۹°۵۶′ شرقی / ۴۶٫۰۰۰°شمالی ۱۴۹٫۹۳۳°شرقی | روسیه                 | جزیرهٔ Urup, جزایر کوریل                                                                                 |
| ۴۶°۰′ شمالی ۱۵۰°۱۳′ شرقی / ۴۶٫۰۰۰°شمالی ۱۵۰٫۲۱۷°شرقی | اقیانوس آرام          | |
| ۴۶°۰′ شمالی ۱۲۳°۵۶′ غربی / ۴۶٫۰۰۰°شمالی ۱۲۳٫۹۳۳°غربی | ایالات متحده آمریکا   | اورگن ایالت واشینگتن Washington/Oregon border آیداهو مونتانا داکوتای شمالی مینه‌سوتا ویسکانسین میشیگان   |
| ۴۶°۰′ شمالی ۸۵°۳۷′ غربی / ۴۶٫۰۰۰°شمالی ۸۵٫۶۱۷°غربی   | دریاچه میشیگان        | |
| ۴۶°۰′ شمالی ۸۵°۰′ غربی / ۴۶٫۰۰۰°شمالی ۸۵٫۰۰۰°غربی    | ایالات متحده آمریکا   | Michigan - Upper Peninsula و Drummond Island                                                            |
| ۴۶°۰′ شمالی ۸۳°۳۰′ غربی / ۴۶٫۰۰۰°شمالی ۸۳٫۵۰۰°غربی   | دریاچه هورون          | North Channel - گذرکردن از شمال Cockburn Island و جزیره منیتولین, انتاریو, کانادا                       |
| ۴۶°۰′ شمالی ۸۲°۱۳′ غربی / ۴۶٫۰۰۰°شمالی ۸۲٫۲۱۷°غربی   | کانادا                | انتاریو کبک                                                                                             |
| ۴۶°۰′ شمالی ۷۰°۱۷′ غربی / ۴۶٫۰۰۰°شمالی ۷۰٫۲۸۳°غربی   | ایالات متحده آمریکا   | مین |
| ۴۶°۰′ شمالی ۶۷°۴۷′ غربی / ۴۶٫۰۰۰°شمالی ۶۷٫۷۸۳°غربی   | کانادا                | نیوبرانزویک نوا اسکوشیا (حدود 2&nbsp;km)                                                                |
| ۴۶°۰′ شمالی ۶۴°۰′ غربی / ۴۶٫۰۰۰°شمالی ۶۴٫۰۰۰°غربی    | Northumberland Strait | |
| ۴۶°۰′ شمالی ۶۲°۵۴′ غربی / ۴۶٫۰۰۰°شمالی ۶۲٫۹۰۰°غربی   | کانادا                | جزیره پرنس ادوارد                                                                                       |
| ۴۶°۰′ شمالی ۶۲°۲۸′ غربی / ۴۶٫۰۰۰°شمالی ۶۲٫۴۶۷°غربی   | Northumberland Strait | |
| ۴۶°۰′ شمالی ۶۱°۳۳′ غربی / ۴۶٫۰۰۰°شمالی ۶۱٫۵۵۰°غربی   | کانادا                | Nova Scotia - جزیره کیپ برتون                                                                           |
| ۴۶°۰′ شمالی ۵۹°۵۱′ غربی / ۴۶٫۰۰۰°شمالی ۵۹٫۸۵۰°غربی   | اقیانوس اطلس          | |
| ۴۶°۰′ شمالی ۱°۲۳′ غربی / ۴۶٫۰۰۰°شمالی ۱٫۳۸۳°غربی     | فرانسه                | Île d'Oléron and the mainland                                                                           |